# Fisera bradymorpha
Fisera bradymorpha là một loài bướm đêm trong họ Geometridae.